# Etwashausen
Etwashausen ist ein Stadtteil der Großen Kreisstadt Kitzingen im gleichnamigen Landkreis in Unterfranken. Der Ort wurde lange Zeit als Vorstadt Kitzingens bezeichnet.

## Geografische Lage
Etwashausen liegt unmittelbar im Osten der Kitzinger Kernstadt auf der linken Mainseite. Nördlich beginnt das Gemeindegebiet von Albertshofen, während im Osten der Flugplatz Kitzingen liegt. Weiter östlich liegt der Markt Großlangheim, der bereits durch ein großes Industriegebiet fast mit Etwashausen zusammengewachsen ist. Im Süden schließen sich die Kitzinger Stadtteile Siedlung und Hagenmühle an. Der gesamte Westen wird von Kitzingen eingenommen. Der historische Altort wird vom Mainzufluss Bimbach begrenzt.
Naturräumlich liegen alle Kitzinger Stadtteile entlang des Maines im niederschlagsarmen und trockenen Kitzinger Maintal, das Teil des Mittleren Maintals innerhalb der Mainfränkischen Platten ist.

## Geschichte
Die Vorstadt Etwashausen wurde nur vier Jahre nach der urkundlichen Erstnennung des benachbarten Kitzingen im Jahr 749 erwähnt. Damals gehörte die Siedlung als Fronhof zum einflussreichen Benediktinerinnenkloster Kitzingen und wurde „Ottwinishuson“ genannt. Vermutlich verweist der Name auf den Dorfgründer Otwin, die Endung -hausen deutet dagegen auf eine späte Gründung im 8. oder 9. Jahrhundert hin. Später wurde der Name Etwashausen als das „Dorf etwas draußen“, vor Kitzingen, ausgelegt.
Im 12. Jahrhundert wurde das Dorf Ottenhausen genannt. Zu Beginn des 14. Jahrhunderts, 1300, wurde erstmals eine Brücke zwischen den Siedlungen Kitzingen und Etwashausen erwähnt. Im Jahr 1428 wurde das Dorf „Epshausen“ als Vorstadt Kitzingens bezeichnet. Im 15. Jahrhundert begannen die Bewohner von Etwashausen ihr Dorf mit einer Mauer zu umgeben, so entstand 1447 das sogenannte Mainbernheimer Tor. Dort erreichte der Verkehr aus Richtung Nürnberg die Weinmetropole Kitzingen.
Der florierende Weinhandel im nahen Kitzingen führte dazu, dass Etwashausen lediglich Durchgangsstation für die vielen Reisenden wurde. Zwischen Kitzingen und seiner Vorstadt gab es dennoch einige Verbindungen. Viele Feste, beispielsweise das Schützenfest, wurden in Etwashausen gefeiert. Eine Zollstation am sogenannten Brücken- oder Maintor machte die Unterschiede zwischen Stadt und Vorstadt deutlich.

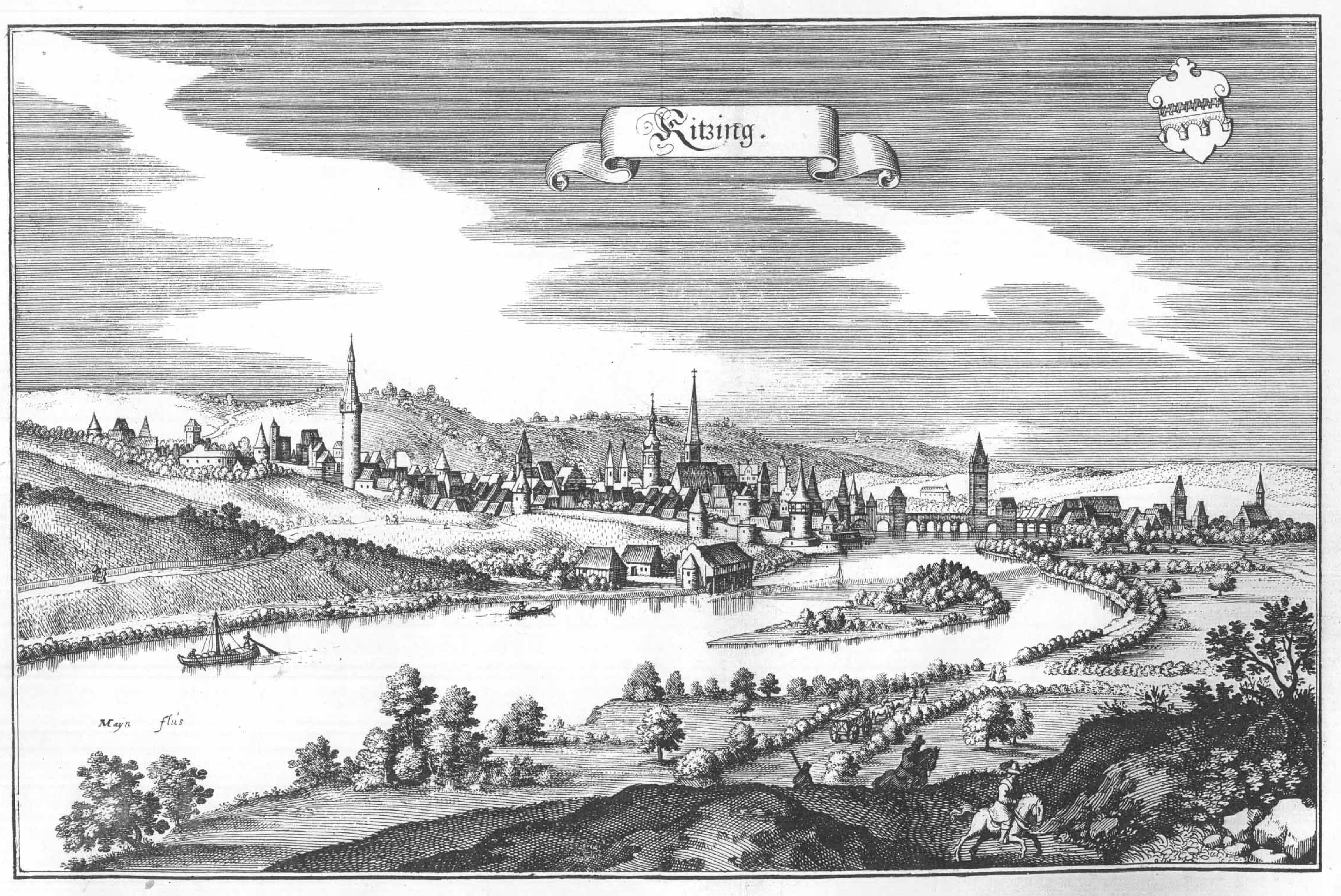
Die Stadt Kitzingen auf einem Merian-Stich, Etwashausen auf der rechten Mainseite

Im Jahr 1629 konnte das Hochstift Würzburg das an die Markgrafen von Brandenburg-Ansbach verliehene Etwashausen wieder einlösen. Die Markgrafen hatten die Reformation in Kitzingen und Etwashausen eingeführt und die Würzburger Bischöfe forcierten in der Folgezeit die Rückgewinnung der Bevölkerung zum alten Glauben. Mit dem sogenannten Glaubensvertrag vom 17. Dezember 1650 erhielten die Kitzinger Lutheraner in der Vorstadt ein eigenes Gotteshaus.
Vorangegangen war der Dreißigjährige Krieg, der auch über die Kitzinger Vorstadt viel Leid brachte. Viele Dokumente gingen während der Auseinandersetzungen verloren. Kirchlich war Etwashausen immer Teil der Johannespfarrei Kitzingen. Zwischen 1650 und 1741 bestand mit der Kirche St. Maria ein eigenes Gotteshaus, in dem Protestanten und Katholiken gemeinsam Gottesdienst abhalten konnten (Simultaneum).
Erst im 18. Jahrhundert änderte sich dies. Nachdem die Kitzinger Protestanten die Erlaubnis erhalten hatten, ein eigenes Gotteshaus zu errichten, kam ihnen der katholische Fürstbischof Friedrich Carl von Schönborn zuvor. Er beauftragte seinen Hofbaumeister Balthasar Neumann mit der Errichtung der Kreuzkapelle, die 1745 geweiht wurde. Das protestantische Gotteshaus St. Michael konnte erst 1754 fertiggestellt werden, sodass nun zwei Kirchen in unmittelbarer Nachbarschaft standen.
Wirtschaftlich entstand in Etwashausen in der Mitte des 18. Jahrhunderts die Konzentration auf die Gartenbetriebe, die noch heute das Umland prägen. Bereits 1547 war der Bürger Hannß Klug als erster Gärtner bezeichnet worden, 1617 wurde das Gewerbe offiziell als Handwerk anerkannt. Im Jahr 1750 lebten in Etwashausen 25 Familien, die von der Gärtnerei lebten. Die Zahl stieg bis 1835 auf 86 Gärtnereien an.
Im 19. Jahrhundert war Etwashausen endgültig Teil der Stadt Kitzingen geworden und wurde IV. Bezirk genannt. 1864 begann der Bau der Eisenbahn, der 1890 mit der Errichtung der Eisenbahnbrücke abgeschlossen wurde. Bis 1892 erhielt Etwashausen einen eigenen Bahnhof, der Ausgangspunkt für den sogenannten Steigerwaldexpress wurde. Im Jahr 1945 wurde die Eisenbahnbrücke gesprengt. Das 20. Jahrhundert war vom Rückgang der Gärtnereibetriebe geprägt.

## Sehenswürdigkeiten

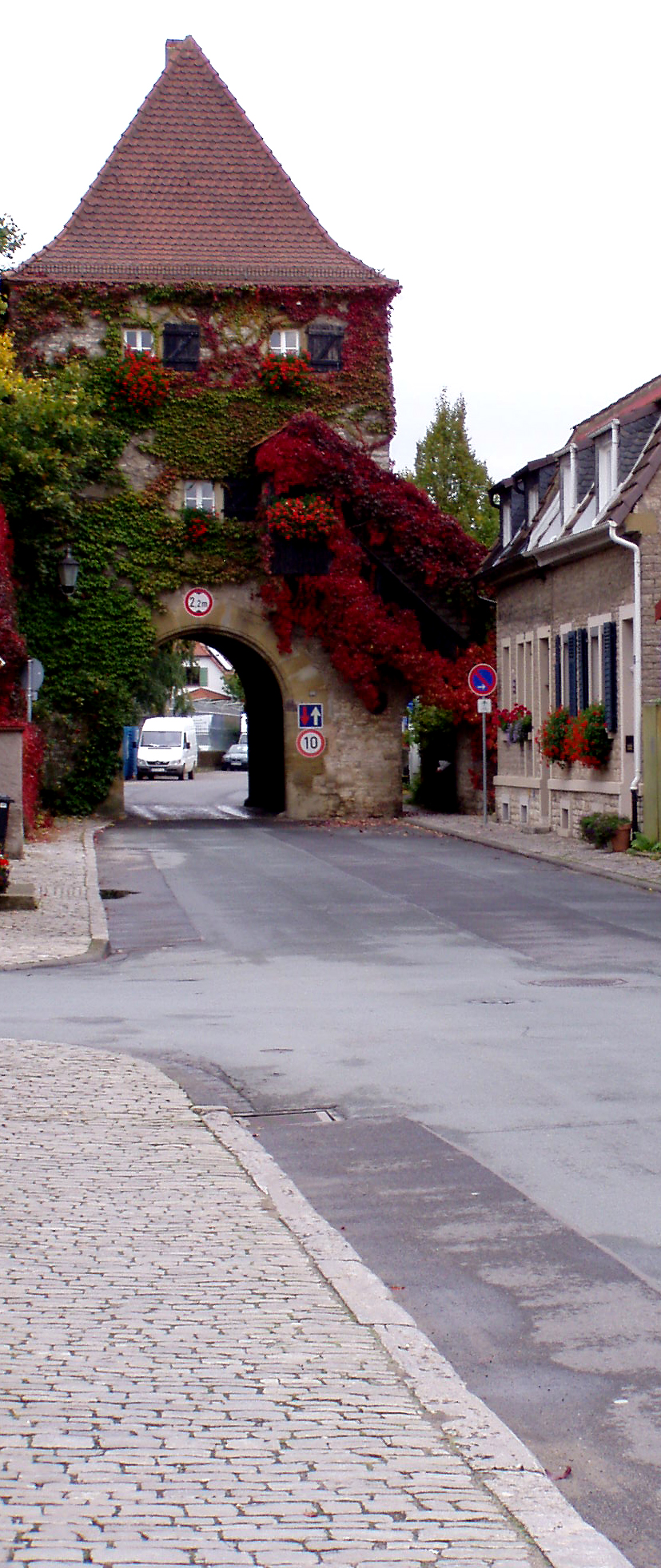
Das Großlangheimer Tor

Den Mittelpunkt des Stadtteils bildet noch heute die von Balthasar Neumann errichtete Kreuzkapelle am linken Mainufer. Sie entstand in den Jahren 1741 bis 1745 und ist dem Heiligen Kreuz geweiht. Die Form der Kirche hat die Form eines Kreuzes. Anders als viele andere Sakralbauten wurde die Kapelle nach Norden ausgerichtet. Die Kirche wird äußerlich durch Pilaster gegliedert und mit einfachen Rundbogenfenstern durchlichtet.

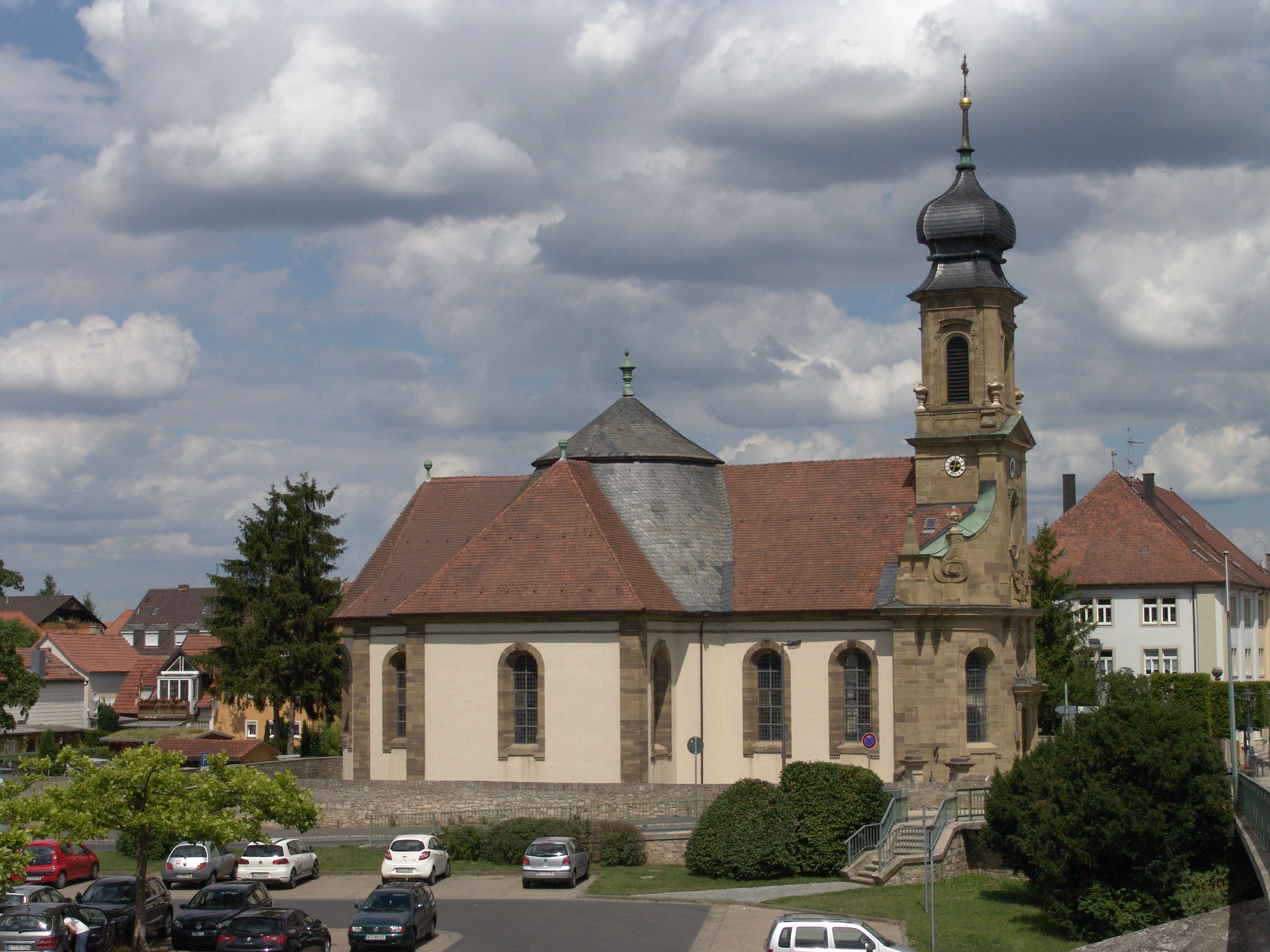
Die Kreuzkapelle von Balthasar Neumann

Oberhalb der abgerundeten Südfassade steht der Turm. Innen beeindruckt der Hochaltar mit einem niedrigen Aufbau und reicher Gliederung durch Engelsfiguren. An der Rückwand befinden sich ein Kruzifix und die Darstellung Gottvaters und der Taube des Heiligen Geistes. Oberhalb des Portals stehen die Figuren von Maria und Johannes. Um 1800 kam die  klassizistische Kanzel in die Kirche. → siehe auch: Kreuzkapelle (Kitzingen)
Die ehemalige evangelisch-lutherische Kirche St. Michael entstand ebenfalls im 18. Jahrhundert nur wenige Meter davon östlich. Die Entwürfe für dieses Gotteshaus lieferte ebenfalls Balthasar Neumann. Nach 1817 ging die Kirche in das Eigentum des Königreichs Bayern über, das sie profanieren ließ. In der Folgezeit wurde sie umgebaut und kam als Wohnhaus in private Hände. Lediglich die Fassade erinnert noch an die frühere Nutzung. → siehe auch: St. Michael (Etwashausen)
Von den fünf ehemaligen Stadttoren Etwashausens ist das Großlangheimer Tor, der „Barthelsturm“, von 1565 in der heutigen Flugplatzstraße mit seiner engen, rundbogigen Tordurchfahrt das einzige erhaltene Bauwerk dieser Art in der Gärtnervorstadt. Neben den Sakralbauten haben sich in Etwashausen mehrere Privathäuser erhalten. Insbesondere an der Mainbernheimer Straße stehen meist zweigeschossige Geschäftshäuser aus früheren Jahrhunderten. Die großen Hoftore erinnern an die Geschichte der Gärtnervorstadt mit ihrem Kräuterverkauf. 1897 entstand in der Heinrich-Fehrer-Straße eine Fabrikantenvilla. Sie verweist auf die Ansiedlung von Industrieunternehmen. Die ehemalige Kommandantur von 1915 steht am heutigen Flugplatz.

## Wirtschaft und Infrastruktur

### Bahnstrecke Kitzingen-Schweinfurt
Mit dem ausgehenden 19. Jahrhundert erhielt Etwashausen einen Anschluss an das bayernweite Eisenbahnnetz. 1893 wurde der Abschnitt Kitzingen–Gerolzhofen der sogenannten Steigerwaldbahn (auch Untere Steigerwaldbahn) fertiggestellt, Etwashausen wurde mit einem Haltepunkt ausgestattet. Die Nebenbahn verband ab 1903 Kitzingen mit dem Schweinfurter Hauptbahnhof und war damit eine der längeren Nebenstrecken in Deutschland.
Seit den 1980er Jahren begann man den Verkehr auf der Strecke zu reduzieren. Schließlich wurde im Jahr 2007 der Abschnitt zwischen Kitzingen und Großlangheim wegen vermuteter Altlasten aus dem Zweiten Weltkrieg auch für den Güterverkehr gesperrt. Seit längerer Zeit gibt es Initiativen zur Reaktivierung des Personenverkehrs auf der stillgelegten Strecke. Anfang 2019 entbrannte ein heftiger, bis heute (2020) andauernder Streit über die Ausgestaltung der Wiederinbetriebnahme.

## Sport
Der TV Etwashausen e. V., ist ein Sportverein, der u. a. aus den Abteilungen Badminton, Gymnastik, Handball, Leichtathletik Tischtennis und Turnen  besteht.

### Handball
Die TV-Handballabteilung hatte ihren größten Erfolg mit der nordbayerischen Landesligameisterschaft und den damit verbundenen Aufstieg in die viertklassige „Handball-Bayernliga“ der Damen. Die TV-Handballer nehmen im Rahmen der HSG Mainfranken, die aus dem Zusammenschluss der Vereine TG Kitzingen, TV Etwashausen  sowie dem TSV Mainbernheim entstanden ist  und zu dem Zeitpunkt der Fusion 2014 auch das Startrecht für die Handball-Bayernliga vom TV Etwashausen übertragen bekam, mit Männermannschaften, Frauenteams und Nachwuchsmannschaften am Spielbetrieb des Bayerischen Handballverbandes (BHV) teil. Die erste Männermannschaft und das erste Frauenteam  spielen beide 2023/24 in der Bezirksoberliga Unterfranken.
- Nordbayerischer Meister und Aufstieg in die Handball-Bayernliga der Frauen (4. Liga) 2010
- Unterfränkischer Meister und Aufstieg in die „Bayerische Landesliga“ (Männer) 2010
- Bayerischer Vizemeister der Frauen 2013

### Tischtennis
Die 1976 gegründete Tischtennisabteilung  des TVE nimmt mit sechs Herrenmannschaften und vier Nachwuchsmannschaften am Ligaspielbetrieb teil. Größter Erfolg der Abteilung war bisher der Aufstieg in die Regionalliga. Die 1. Herrenmannschaft spielt 2023/24 in der Tischtennis-Oberliga.

## Persönlichkeiten
- Helga Walter–Joswig (* 1938), Orientalistin und Politikwissenschaftlerin, Walter wurde in der Richthofenstraße in Etwashausen geboren und leitete zwischen 1981 und 2001 das Kitzinger Stadtarchiv und das Städtische Museum